# Kara (stad)
Kara is een stad in Togo, 413 km ten noorden van de hoofdstad Lomé. Het is de hoofdplaats van de gelijknamige regio Kara. De stad telt ongeveer 100.000 inwoners.
De rivier Kara stroomt door de stad en is de belangrijkste bron van water in Kara.
Voormalig president Gnassingbé Eyadéma werd geboren in het nabijgelegen dorp Piya.

## Geschiedenis
Kara is in de koloniale tijd door de Duitsers gebouwd als een uitbreiding van het oude dorp Lama, nabij de brug over de Kararivier. De oorspronkelijke naam in de koloniale tijd was Lama-Kara.

## Geografie

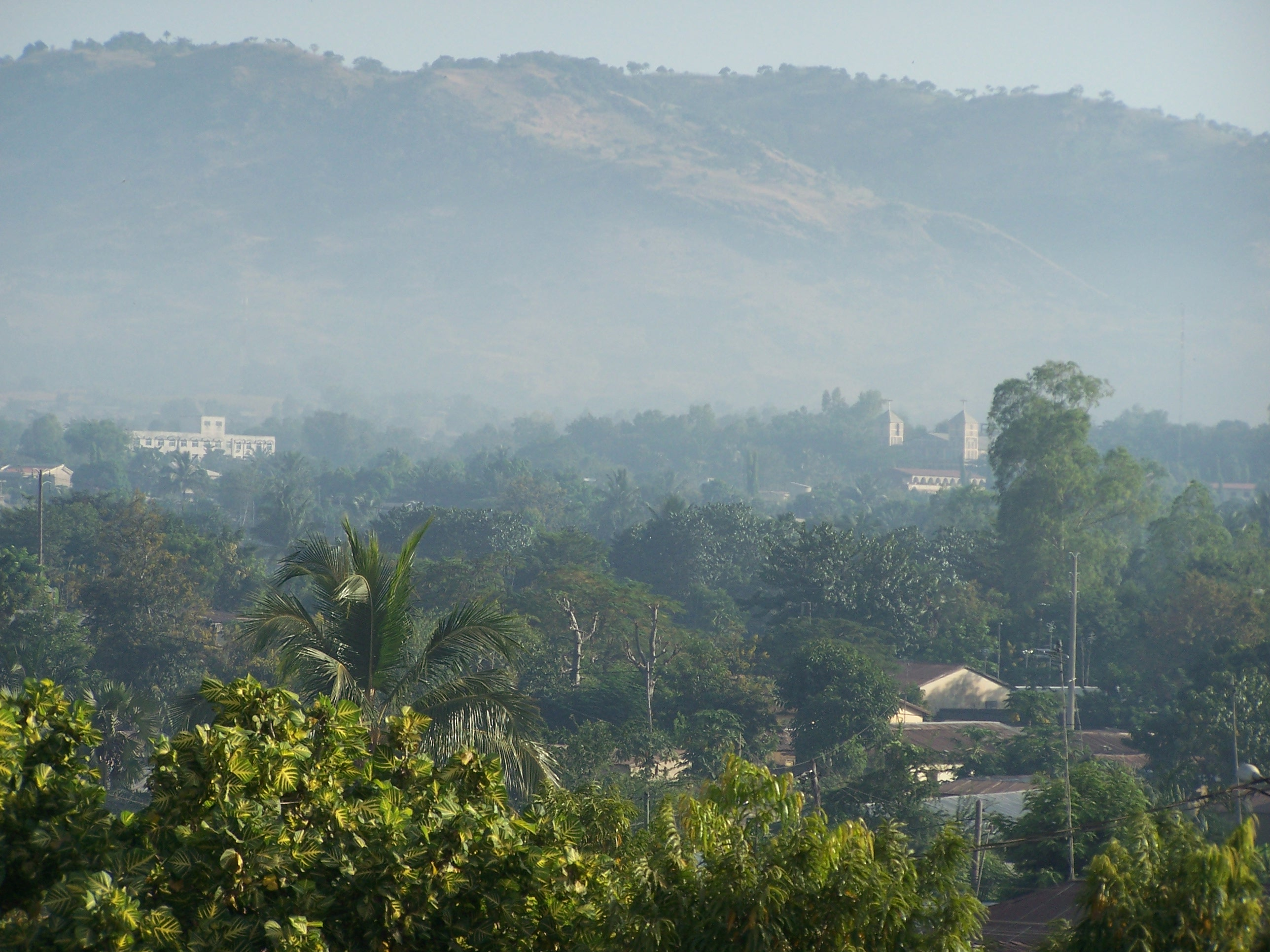
Kabiyégebergte, Kara

De stad ligt aan de voet van het bergachtige gebied van Kabiyé, op een hoogte van ongeveer 400 meter. De Kararivier stroomt door het midden van de stad.

## Economie

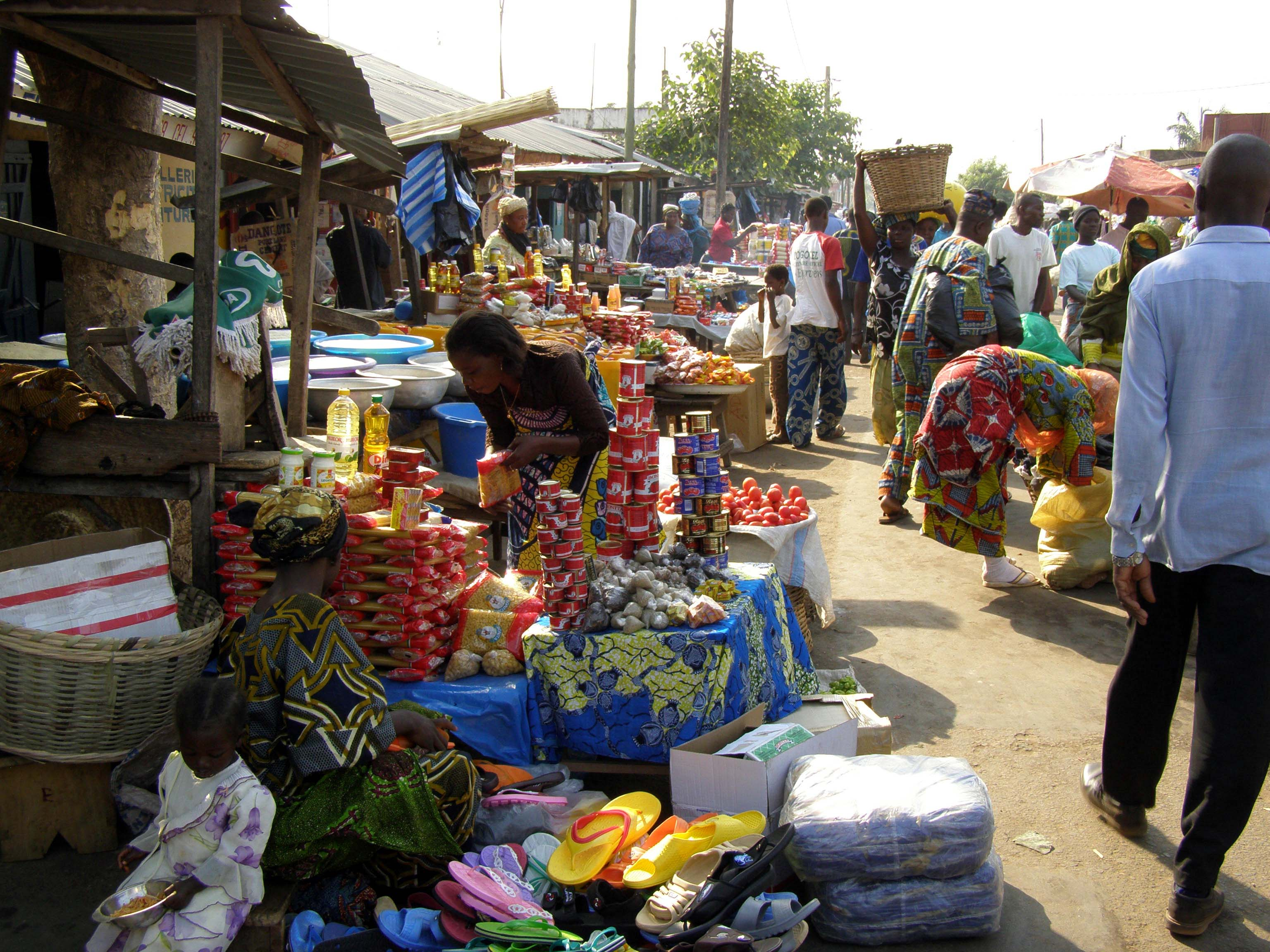
Markt in Kara

Het verbouwen van voedsel, ook voor plaatselijk gebruik, is de belangrijkste economische activiteit. De voedselproductie biedt werk aan de meerderheid van de werkzame bevolking en draagt voor 42% bij aan de totale productie. Ondanks onvoldoende regenval in sommige gebieden heeft Togo het doel bereikt om op gebied van voedselproductie zelfvoorzienend te zijn. Daarbij gaat het vooral om producten als maïs, cassave, yam, gierst, pinda's en sorghum (of kafferkoren). De meeste productie komt van kleine bedrijven, de gemiddelde grootte is 1 tot 3 hectare. Koffie en cacao zijn traditioneel de belangrijkste producten die niet zijn bestemd voor plaatselijk gebruik; na 1990 is de productie van katoen snel toegenomen.
Kara heeft een drukke markt, tal van hotels, banken, een brouwerij en het congrescentrum waar de zetel van de Rassemblement du Peuple Togolais was. In de stad is in 2004 de tweede universiteit van Togo gevestigd.
De Compagnie Energie Eléctrique du Togo voorziet de stad van elektriciteit.

## Transport
Vanuit de stad zijn er busverbindingen met Lomé, Ouagadougou, Etrab, LK, Adji, en Rakieta.
Niamtougou International Airport ligt 40 kilometer ten noorden van Kara.

## Cultuur
Het gebied rond de stad, bewoond door de Batammariba, draagt de officiële naam "Koutammakou" sinds het in 2004 door de UNESCO is aangewezen als werelderfgoed.
Iedere julimaand vinden er in Kara en omgeving traditionele worsteltoernooien plaats. Het is de eerste fase van de inwijdingsriten voor jongens naar volwassenheid. De toernooien worden georganiseerd door de buurtschappen en dorpen, en bijgewoond door hooggeplaatste personen.
Sinds 1994 is de stad de zetel van het rooms-katholieke bisdom Kara.

## Bekende inwoner
- Gnassingbé Eyadéma, president van Togo van 1967 tot zijn dood in 2005.